# Many Glacier Barn and Bunkhouse
Les Many Glacier Barn and Bunkhouse sont une grange et un pavillon-dortoir américains à Many Glacier, dans le comté de Glacier, au Montana. Protégés au sein parc national de Glacier, ils ont tous deux été construits en 1938 puis inscrits ensemble au Registre national des lieux historiques le 19 janvier 1996.